# David Nemeth
David Nemeth (* 18. März 2001 in Eisenstadt) ist ein österreichischer Fußballspieler. Der Abwehrspieler steht seit dem Sommer 2022 beim FC St. Pauli unter Vertrag.

## Karriere

### Verein
Nemeth begann seine Karriere beim UFC St. Georgen. Ab der Saison 2015/16 spielte er in der AKA Burgenland. Im März 2018 stand er gegen den ASKÖ Klingenbach erstmals im Kader der Amateure seines Stammvereins SV Mattersburg. Im April 2018 debütierte er für diese in der Burgenlandliga, als er am 23. Spieltag der Saison 2017/18 gegen den FC Deutschkreutz in der Startelf stand. Zu Saisonende stieg er mit Mattersburg II in die Regionalliga auf.
Im Dezember 2018 stand er gegen den LASK erstmals im Kader der Profis von Mattersburg. Sein Debüt in der Regionalliga gab Nemeth im März 2019, als er am 17. Spieltag der Saison 2018/19 gegen den ASK Ebreichsdorf von Beginn an zum Einsatz kam. Im Mai 2019 debütierte er für die Profis in der Bundesliga, als er am 32. Spieltag jener Saison gegen den FC Wacker Innsbruck in der Startelf stand. Der Verein stellte nach der Saison 2019/20 den Spielbetrieb ein.
Daraufhin wechselte Nemeth im September 2020 nach Deutschland zum 1. FSV Mainz 05, bei dem er einen bis Juni 2024 laufenden Vertrag erhielt. In Mainz kam er zweimal für die zweite Mannschaft in der viertklassigen Regionalliga Südwest zum Einsatz. Bereits im Oktober 2020 kehrte er wieder nach Österreich zurück und wechselte leihweise zum Bundesligisten SK Sturm Graz. Bis zum Ende der Leihe kam er zu 28 Einsätzen in der Liga, in denen er 2 Tore erzielte. Zur Saison 2021/22 kehrte Nemeth nach Mainz zurück und gehörte nun dem Kader der Profimannschaft von Bo Svensson an. Er absolvierte sechs Spiele in der Bundesliga und eine Partie im DFB-Pokal.
Da sich Nemeth bei den Mainzern nicht hatte durchsetzen können, wechselte er zur Saison 2022/23 in die 2. Bundesliga zum FC St. Pauli. Nach acht Einsätzen bis Oktober 2023 fiel er aufgrund einer Schambeinverletzung bis zum Saisonende aus. In der Saison 2023/24 gewann er mit St. Pauli die Meisterschaft der 2. Liga.

### Nationalmannschaft
Nemeth debütierte im September 2018 gegen Rumänien für die österreichische U18-Auswahl. Im September 2019 spielte er gegen Zypern erstmals für die U19-Mannschaft.
Im März 2021 wurde er erstmals in den Kader der A-Nationalmannschaft berufen. Im selben Monat gab er gegen Saudi-Arabien sein Debüt für die U21-Auswahl.

## Titel
- Deutscher Zweitligameister und Aufstieg in die Bundesliga: 2024
- Meister der Burgenlandliga und Aufstieg in die Regionalliga Ost: 2018